# Gasconade
Gasconade és una població dels Estats Units a l'estat de Missouri. Segons el cens del 2000 tenia 267 habitants.

## Demografia
Segons el cens del 2000, Gasconade tenia 267 habitants, 105 habitatges, i 72 famílies. La densitat de població era de 490,9 habitants per km².
Dels 105 habitatges en un 23,8% hi vivien nens de menys de 18 anys, en un 47,6% hi vivien parelles casades, en un 16,2% dones solteres, i en un 31,4% no eren unitats familiars. En el 28,6% dels habitatges hi vivien persones soles el 17,1% de les quals corresponia a persones de 65 anys o més que vivien soles. El nombre mitjà de persones vivint en cada habitatge era de 2,54 i el nombre mitjà de persones que vivien en cada família era de 3,04.
Per edats la població es repartia de la següent manera: un 26,6% tenia menys de 18 anys, un 7,5% entre 18 i 24, un 22,8% entre 25 i 44, un 22,8% de 45 a 60 i un 20,2% 65 anys o més.
L'edat mediana era de 39 anys. Per cada 100 dones de 18 o més anys hi havia 78,2 homes.
La renda mediana per habitatge era de 27.404 $ i la renda mediana per família de 27.917 $. Els homes tenien una renda mediana de 22.045 $ mentre que les dones 18.594 $. La renda per capita de la població era de 13.131 $. Entorn del 19,7% de les famílies i el 25,4% de la població estaven per davall del llindar de pobresa.

## Poblacions més properes
El següent diagrama mostra les poblacions més properes.